# Marcin Rosłoń
Marcin Rosłoń (ur. 5 lutego 1978 w Warszawie) – dziennikarz sportowy, od 2005 roku komentator stacji Canal+. Również piłkarz, występujący na pozycji środkowego obrońcy lub defensywnego pomocnika. Większość kariery sportowej spędził w rezerwach Legii.
Ukończył II Liceum Ogólnokształcące im. Stefana Batorego w Warszawie (1997). W 2006 roku był zawodnikiem futsalowej drużyny AZS UW Warszawa, występującej w I polskiej lidze futsalu. 18 stycznia 2009 roku zakończył swoją przygodę z zespołem warszawskich „Akademików”, rozgrywając 39 min. i 59 sek. w wygranym spotkaniu z Copacabaną Gdańsk (1:0).
W 2021 roku został koordynatorem działu piłkarskiego w Canal+Sport.